# Urugvajska ženska nogometna reprezentacija
Urugvajska ženska nogometna reprezentacija (špa. Selección femenina de fútbol de Uruguay) predstavlja državu Urugvaj u ženskom nogometu. Osnovana je 1996. godine, kada je postala i članicom CONMEBOL-a. Prvi međunarodni nastup ostvarila je na Južnoameričkom prvenstvu u nogometu za žene 1998. u Argetini protiv reprezentacije Pargvaja. Utakmica je završila pobjedom Paragvaja 3:2 na stadionu u Mar del Plati.

## Nastupi

### Svjetska prvenstva
| Godina | Rezultat                           | Ut                                 | Pob                                | Ner                                | Por                                | Bod                                | DG/PG                              |                                    |
| ------ | ---------------------------------- | ---------------------------------- | ---------------------------------- | ---------------------------------- | ---------------------------------- | ---------------------------------- | ---------------------------------- | ---------------------------------- |
| 1991.  | Nije se prijavila za kvalifikacije | Nije se prijavila za kvalifikacije | Nije se prijavila za kvalifikacije | Nije se prijavila za kvalifikacije | Nije se prijavila za kvalifikacije | Nije se prijavila za kvalifikacije | Nije se prijavila za kvalifikacije | Nije se prijavila za kvalifikacije |
| 1995.  | Nije se prijavila za kvalifikacije | Nije se prijavila za kvalifikacije | Nije se prijavila za kvalifikacije | Nije se prijavila za kvalifikacije | Nije se prijavila za kvalifikacije | Nije se prijavila za kvalifikacije | Nije se prijavila za kvalifikacije | Nije se prijavila za kvalifikacije |
| 1999.  | Nije se kvalifikcirala             | Nije se kvalifikcirala             | Nije se kvalifikcirala             | Nije se kvalifikcirala             | Nije se kvalifikcirala             | Nije se kvalifikcirala             | Nije se kvalifikcirala             | Nije se kvalifikcirala             |
| 2003.  | Nije se kvalificirala              | Nije se kvalificirala              | Nije se kvalificirala              | Nije se kvalificirala              | Nije se kvalificirala              | Nije se kvalificirala              | Nije se kvalificirala              | Nije se kvalificirala              |
| 2007.  | Nije se kvalificirala              | Nije se kvalificirala              | Nije se kvalificirala              | Nije se kvalificirala              | Nije se kvalificirala              | Nije se kvalificirala              | Nije se kvalificirala              | Nije se kvalificirala              |
| 2011.  | Nije se kvalificirala              | Nije se kvalificirala              | Nije se kvalificirala              | Nije se kvalificirala              | Nije se kvalificirala              | Nije se kvalificirala              | Nije se kvalificirala              | Nije se kvalificirala              |
| 2015.  | Nije se kvalificirala              | Nije se kvalificirala              | Nije se kvalificirala              | Nije se kvalificirala              | Nije se kvalificirala              | Nije se kvalificirala              | Nije se kvalificirala              | Nije se kvalificirala              |
| Ukupno | 0/7                                | 0                                  | 0                                  | 0                                  | 0                                  | 0                                  | 0                                  |                                    |

### Panameričke igre
| Panameričke igre | Panameričke igre      | Panameričke igre      | Panameričke igre      | Panameričke igre      | Panameričke igre      | Panameričke igre      | Panameričke igre      | Panameričke igre      |                       |
| Godina           |                       | Plasman               | Ut                    | Pob                   | Ner                   | Por                   | Bod                   | DG/PG                 |                       |
| ---------------- | --------------------- | --------------------- | --------------------- | --------------------- | --------------------- | --------------------- | --------------------- | --------------------- | --------------------- |
| 1999. – 2003.    | Nije nastupila        | -                     | -                     | -                     | -                     | -                     | -                     | -                     |                       |
| 2007.            | Grupna faza           | 9.                    | 4                     | 0                     | 1                     | 3                     | 1                     | 3/16                  |                       |
| 2011.            | Nije nastupila        | -                     | -                     | -                     | -                     | -                     | -                     | -                     |                       |
| 2015.            | Nisu se kvalificirale | Nisu se kvalificirale | Nisu se kvalificirale | Nisu se kvalificirale | Nisu se kvalificirale | Nisu se kvalificirale | Nisu se kvalificirale | Nisu se kvalificirale | Nisu se kvalificirale |
| Ukupno           | 1/4                   | 0 naslova             | 4                     | 0                     | 1                     | 3                     | 1                     | 3/16                  |                       |

## Vanjske poveznice
- (šp.) Urugvajska ženska nogometna reprezentacija  Arhivirana inačica izvorne stranice od 5. ožujka 2016. (Wayback Machine) na stranicama Urugvajskog nogometnog 
saveza
- (engl.) FIFA.com: Urugvaj - stranica države  Arhivirana inačica izvorne stranice od 21. svibnja 2016. (Wayback Machine)